# E.M.S.
E.M.S. war eine Punk/Hardcore-Band aus Österreich, die von 1993 bis 2002 existierte.

## Geschichte
E.M.S. war ursprünglich eine Schüler-Band, die melodischen Punk-Rock und Covers spielte und unter dem Namen „Eat My Shorts“ zwei Kassetten veröffentlichte.
Sie änderten die Bedeutung ihrer Initialen 1998 in „Ego Means Survival“, der Musikstil wurde deutlich härter und sie veröffentlichten eine Split-EP mit der Band Radikalkur aus Wien. Mit anarchistischen Texten, ihrer DIY-Arbeitsweise und musikalischen Eigenwilligkeiten wurden sie in der Anarcho-Punk-Szene und Autonomen- und Gegenkultur-Bewegung in Österreich und Deutschland etwas bekannt. Gemeinsam mit Radikalkur wurden 1998/1999 das Musiklabel Bloodshed666 gegründet und auch Konzerte für andere Bands organisiert.
1999 erfolgte die Veröffentlichung eines Split-Albums mit unter anderen Virage Dangereux auf  dem deutschen Label Twisted Chords und einer Split-Kassette mit Fight The System aus Spanien auf dem englischen Label Tapes Are Cool. 2001 erschienen zwei Split-Alben mit Nula (Kroatien) und BBs Paranoicos (Chile). E.M.S. sind auf mehreren Kompilationen verschiedener kleiner DIY-Labels vertreten. 2002 löste sich die Band nach internen Streitereien auf.
Insgesamt spielten sie mehr als 100 Konzerte, vor allem in besetzten Häusern und Autonomen Zentren in Österreich, Deutschland und den Nachbarländern. 2004 spielten sie noch einmal ein Konzert mit gecoverten Liedern der US-Hardcore-Band Minor Threat im Wiener Ernst-Kirchweger-Haus. Einige Musiker der Band waren und sind nach wie vor in anderen Bands aktiv, so bei Radikalkur, Phal:Angst, Cyruss, Grant Royal, Solrize, Circle Of Light oder Saloonies.

## Diskografie
- 1998: Erkenne dich selbst... (Split-EP mit Radikalkur, Bloodshed 666)
- 1999: Split-Album mit Jinx On Lucky Charm, Trachtengruppe und Virage Dangereux (Twisted Chords)
- 2001: Split-Album mit Nula (Bloodshed 666)
- 2001: Split-Album mit BBs Paranoicos (Bloodshed 666)